# Lüsen
Lüsen (Italiaans: Luson) is een gemeente in de Italiaanse provincie Zuid-Tirol (regio Trentino-Zuid-Tirol) en telt 1475 inwoners (31-12-2004). De oppervlakte bedraagt 74,2 km², de bevolkingsdichtheid is 20 inwoners per km².

## Geografie
De gemeente ligt op ongeveer 962 m boven zeeniveau.
Lüsen grenst aan de volgende gemeenten: Brixen, Mareo, Natz-Schabs, Rodeneck, San Martin de Tor, Sankt Lorenzen.
De volgende Fraktionen maken deel uit van de gemeente:
- Berg (Monte)
- Dorf (Villa)
- Huben (Masi)
- Kreuz (Croce)
- Flitt (Valletta)
- Petschied (Pezzè)
- Rungg (Ronco)

## Geboren
- Milo Manara